# 내슈빌 뮤니시펄 오디터리움
내슈빌 뮤니시펄 오디터리움(Nashville Municipal Auditorium)은 미국 테네시주 내슈빌에 위치한 실내 경기장이다. 과거 CHL 내슈빌 사우스 스타스와 ECHL 내슈빌 나이츠의 홈경기장으로 사용했다.